# Antikens olympiska spel
Antikens olympiska spel var de idrottstävlingar som hölls i antikens Grekland. De första dokumenterade tävlingarna hölls 776 före Kristus. Tävlingarna hölls för att hedra de grekiska gudarna.
Var fjärde sommar hölls idrottsspelen i Olympia, och mellanperioden kallades olympiad. Tävlingarna hölls alltid i Olympia. Bara grekiska män fick delta, men några kvinnliga deltagande är trots det kända: Cynisca vann i hästkapplöpning 396 f.Kr. och 392 f.Kr.
Tävlingarna hölls fram till 393 e.Kr. då de förbjöds av Theodosius I under förföljelserna mot hedningarna i romarriket.  
Antikens olympiska spel blev förebild till de moderna olympiska spelen, som hade premiär 1896 i Aten.
Det fanns från början bara 1 gren, kortdistanslöpning ca 190 meter, en stadion. Hästkapplöpning och bland annat brottning inkluderades tidigt.  